# Гордяковка
Гордяковка — деревня в Родниковском районе Ивановской области. Входит в состав Филисовского сельского поселения.

## География
Находится в центральной части Ивановской области на расстоянии приблизительно 3 км на север-северо-восток по прямой от районного центра города Родники.

## История
В 1872 году здесь (тогда деревня Кинешемского уезда Костромской губернии) было учтено 39 дворов, в 1907 году — 58.

## Население
Постоянное население составляло 181 человек (1872 год), 180 (1897), 224 (1907), 19 в 2002 году (русские 100 %), 27 в 2010.